# Katedra jaderné chemie FJFI ČVUT v Praze
Katedra jaderné chemie (zkratka KJCH) je jednou z 10 kateder Fakulty jaderné a fyzikálně inženýrské Českého vysokého učení technického v Praze. Až do roku 1990 byla druhou největší katedrou fakulty. Od roku 1960 do roku 2012 katedru absolvovalo 453 inženýrů jaderné chemie.

## Historie

### Úvahy o založení
První náznaky snah o založení katedry jaderné chemie se datují do poloviny roku 1955, kdy vznikla při Ministerstvu školství a kultury Komise pro vypracování návrhu na výchovu kádrů v jaderné fyzice, v jaderné chemii a v jaderném inženýrství.

### Založení a první roky existence
Katedra jaderné chemie byla, jako jedna ze tří prvních kateder fakulty, založena 1. března 1957 jako součást Fakulty technické a jaderné fysiky Univerzity Karlovy v Praze. Výuka chemiků však probíhala již od roku 1955; nikoliv však pod hlavičkou Katedry jaderné chemie. Do prvního ročníku nastoupilo zhruba 60 studentů, vesměs studentů Vysoké školy chemicko-technologické (VŠCHT). Postupně však zájem o obor opadal.
Na počátku byla výuka problematická – bylo málo profesorů a katedře (ba ani fakultě) nebyla přidělena žádná budova – původně se totiž plánovalo postavení vlastní budovy, které se však v roce 1956 odložilo na neurčito. Ve stejném roce tam byla fakultě přidělena budova v Břehové ulici, což však problém nevyřešilo, neboť v prvních letech fungování musela projít rozsáhlou rekonstrukcí a adaptací prostorů tak, aby do ní bylo možné umístit laboratoře a jiné specifické prostory (plné využívání tedy začalo až v roce 1961).

### Přechod katedry pod ČVUT
V roce 1958, při přechodu fakulty z Univerzity Karlovy na ČVUT, se členové katedry proti tomuto přesunu ostře ohradili, neboť na ČVUT se nevyučoval žádný jiný chemický obor. K přechodu i tak došlo, a to k 1. září 1959. Na Přírodovědecké fakultě Univerzity Karlovy vznikla Katedra organické a jaderné chemie (tehdy Katedra radiochemie) tak, aby výuka jaderné chemie zůstala zachována (výuka tohoto oboru však zanikla v roce 2012).

### Plánované sloučení s VŠCHT
Většina přednášek a laboratorních praktik se v prvních letech výuky prováděla na Přírodovědecké fakultě Univerzity Karlovy na Albertově, kde se od roku 1959 nacházelo detašované pracoviště katedry. Problém s nedostatkem volných kapacit se měl vyřešit založením Katedry radiochemie na VŠCHT, kde by studovali studenti jak VŠCHT, tak ČVUT (původně katedra měla být přeměněna na katedru obecné chemie). Tento plán se, stejně jako převedení celé Katedry jaderné chemie pod VŠCHT, však neuskutečnil. V roce 1958 však došlo ke zřízení katedry technologie jaderných paliv a radiochemie na VŠCHT a její studenti na některé předměty docházeli na katedru jaderné chemie, a to až do jejího zrušení v roce 1987 (respektive 1992).

### Plánovaný přechod pod UK
V roce 1962 se uvažovalo o fúzi celé fakulty technické a jaderné fyziky pod Matematicko-fyzikální fakultu UK, avšak s tím, že katedra jaderné chemie by se sloučila s Přírodovědnou fakultou. Tehdejší vedoucí katedry, profesor Majer, se proti tomuto kroku ohradil, protože byl toho názoru, že není možné fakultu rozdělit, ale že všechny obory musí být pohromadě. Nápad na takový přechod nakonec vyšuměl do prázdna.

### Plánované rozšíření kateder
V roce 1964 bylo uvažováno o vyčlenění fyzikální chemie a radiační chemie do samostatných kateder. Tento plán se však také neuskutečnil.

### Historie studia
Mezi lety 1955 a 1961 získal student po pěti letech studia oboru Jaderná chemie titul promovaný chemik. Od roku 1962 se název oboru změnil na Fysikální a jaderná chemie včetně chemie radiační a dosimetrie a absolventi již získali titul inženýr. V roce 1967 se však obor vrátil ke svému původnímu názvu, aby ho v roce 1978 změnil na Jaderně-chemické inženýrství, kterýžto název vydržel až do roku 2011. Od roku 2011 nese opět obor název Jaderná chemie (magisterské studium je pak rozděleno na zaměření s názvem Aplikovaná jaderná chemie, Chemie životního prostředí a Jaderná chemie v biologii a medicíně).

## Spolupráce s PřF UK
Až do roku 1972 (kromě přestávky v letech 1962 až 1964) probíhala výuka prvních dvou ročníků takřka výhradně na PřF UK (výuka chemických předmětů a mineralogie) a MFF UK (výuka matematických a fyzikálních předmětů). Během výše zmíněné tříleté přestávky byla výuka přesunuta na Fakultu jadernou a fyzikálně inženýrskou, což se však neosvědčilo hlavně kvůli absenci chemických předmětů. V roce 1962 totiž došlo vedení k názoru, že je nutné snížit závislost katedry na Karlově univerzitě (ve stejném roce byla založena například katedra jazyků; matematiku a fyziku přebrala fakulta až v roce 1973). Od té doby dochází k postupnému nahrazování předmětů z UK přednáškami vlastními. V současné době (2020) probíhá na PřF UK výuka některých chemických předmětů hlavně v nižších ročnících bakalářského studia.

## Vedoucí katedry

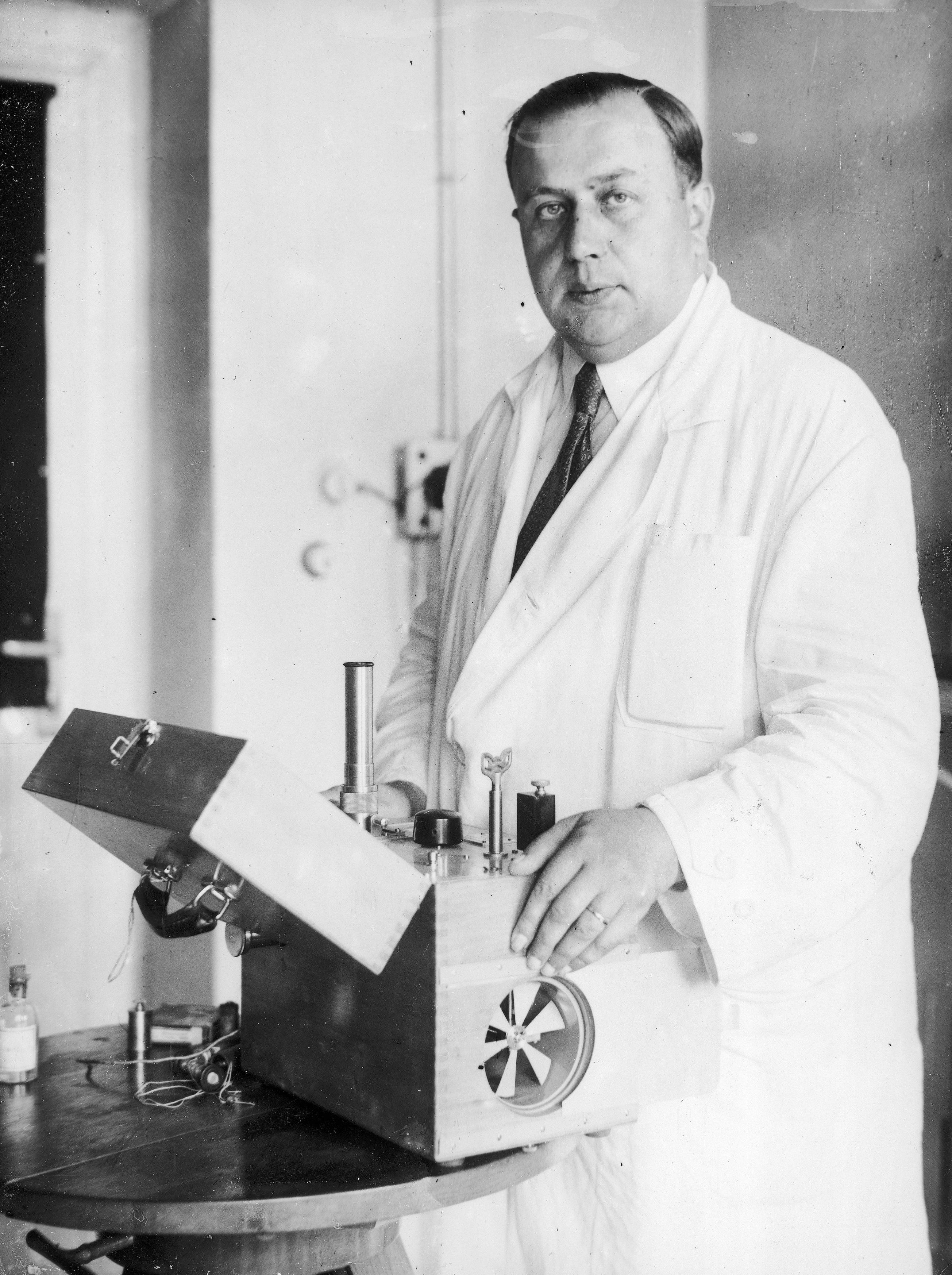
Akademik František Běhounek, první vedoucí katedry (1938)

Během existence katedry se na pozici vedoucího vystřídalo celkem 6 chemiků:
- akademik František Běhounek (1957–1958)
- prof. Vladimír Majer (1958–1972)[pozn. 3]
- prof. RNDr. Josef Cabicar, CSc. (1972–1986)
- prof. Petr Beneš (1986–2003)
- prof. Ing. Viliam Múčka, DrSc. (2003–2010)
- prof. Ing. Jan John, CSc. (od 2010)
- doc. Ing. Mojmír Němec, Ph.D.

## Další významné osobnosti katedry
- promovaný chemik Václav Černík – organický chemik
- promovaný chemik doc. RNDr. Alexander Gosman, DrSc. – zakladatel radiochemického praktika
- promovaný chemik RNDr. Jarmila Prášilová, CSc. – fyzikální chemička
- promovaný chemik Jaromír Růžička – analytický chemik
- promovaný chemik prof. RNDr. Jiří Starý, DrSc. – chemik se specializací na separační techniky
- doc. RNDr. Adolf Zeman, CSc. – analytický chemik